# Kanton Lot et Truyère
Der Kanton Lot et Truyère ist ein französischer Wahlkreis im Département Aveyron in der Region Okzitanien. Er umfasst 14 Gemeinden im Arrondissement Rodez. Durch die landesweite Neuordnung der französischen Kantone wurde er 2015 neu geschaffen.

## Gemeinden
Der Kanton besteht aus 14 Gemeinden mit insgesamt 10.228 Einwohnern (Stand: 1. Januar 2022) auf einer Gesamtfläche von 359,41 km²:
| Gemeinde               | Einwohner 1. Januar 2022 | Fläche km² | Dichte Einw./km² | Code INSEE | Postleitzahl |
| ---------------------- | ------------------------ | ---------- | ---------------- | ---------- | ------------ |
| Bessuéjouls            | 223                      | 11,29      | 20               | 12027      | 12500        |
| Campuac                | 452                      | 19,19      | 24               | 12049      | 12580        |
| Coubisou               | 475                      | 30,95      | 15               | 12079      | 12190        |
| Entraygues-sur-Truyère | 970                      | 30,15      | 32               | 12094      | 12140        |
| Espalion               | 4.607                    | 36,60      | 126              | 12096      | 12500        |
| Espeyrac               | 248                      | 22,28      | 11               | 12097      | 12140        |
| Estaing                | 507                      | 16,96      | 30               | 12098      | 12190        |
| Golinhac               | 370                      | 32,41      | 11               | 12110      | 12140        |
| Le Cayrol              | 253                      | 22,16      | 11               | 12064      | 12500        |
| Le Fel                 | 192                      | 24,89      | 8                | 12093      | 12140        |
| Le Nayrac              | 546                      | 36,57      | 15               | 12172      | 12190        |
| Saint-Hippolyte        | 426                      | 36,87      | 12               | 12226      | 12140        |
| Sébrazac               | 533                      | 25,04      | 21               | 12265      | 12190        |
| Villecomtal            | 426                      | 14,05      | 30               | 12298      | 12580        |
| Kanton Lot et Truyère  | 10.228                   | 359,41     | 28               | 1210       | –            |

## Politik
| Vertreter im Departementrat | Vertreter im Departementrat        | Vertreter im Departementrat |
| Amtszeit                    | Namen                              | Partei                      |
| --------------------------- | ---------------------------------- | --------------------------- |
| 2015–                       | Simone Anglade Jean-Claude Anglars | UMP                         |